# Gustaf Gabrielsson (Oxenstierna)
Gustaf Gabrielsson Oxenstierna, född 1551, död 18 januari 1597, var ett svenskt riksråd.

## Biografi
Gustaf Oxenstierna föddes 1551. Han var son till Gabriel Kristiernsson (Oxenstierna) och Beata Eriksdotter (Trolle). Han var 1580 häradshövding i Långhundra härad och blev 28 augusti 1584 ståthållare på Revals slott och län. Oxenstierna blev 1590 riksråd och 13 juli 1594 kammarråd och häradshövding i Östra härad. Han avled 1597 och begravdes i Jäders kyrka, där en epitafium i marmor sattes upp över honom.
Han understödde hertig Karl vid riksdagen 1594. 

### Egendom
Oxenstiern ägde Fiholm i Jäders socken, Rinkesta i Ärila socken.

### Familj
Oxenstierna gifte sig 1580 med Barbro Axelsdotter (Bielke) (1556–1624), dotter till riksrådet Axel Eriksson (Bielke) och Elsa Posse. De fick tillsammans barnen greve Axel Oxenstierna af Södermöre (1583–1654), studenten Christer Oxenstierna (1584–1607), riksdrotsen Gabriel Oxenstierna (1587–1640), Elsa Oxenstierna (1589–1651) som var gift med riksrådet och riksmarsklaken Åke Axelsson Natt och Dag, Margareta Oxenstierna (1591–1605), Beata Oxenstierna (1591–1621) som var gift med riksrådet och presidenten Carl Bonde, Märta Oxenstierna (död 1631) som var gift med friherre Johan Carlsson de Mornay och riksrådet och presidenten Jöns Knutsson Kurck, Ebba Oxenstierna (död 1663) som var gift med riksrådet Johan Eriksson Sparre och Elisabet Oxenstierna.